# Ewingsdale
Ewingsdale är en ort i Australien. Den ligger i kommunen Byron Shire och delstaten New South Wales, i den sydöstra delen av landet, omkring 620 kilometer norr om delstatshuvudstaden Sydney. Antalet invånare är 676.
Närmaste större samhälle är Byron Bay, nära Ewingsdale. Genomsnittlig årsnederbörd är 1 858 millimeter. Den regnigaste månaden är januari, med i genomsnitt 298 mm nederbörd, och den torraste är oktober, med 40 mm nederbörd.